# E2F2
E2F2 (англ. E2F transcription factor 2) – білок, який кодується однойменним геном, розташованим у людей на короткому плечі 1-ї хромосоми.  Довжина поліпептидного ланцюга білка становить 437 амінокислот, а молекулярна маса — 47 506.
| 10         |  | 20         |  | 30         |  | 40         |  | 50         |
| ---------- |  | ---------- |  | ---------- |  | ---------- |  | ---------- |
| MLQGPRALAS |  | AAGQTPKVVP |  | AMSPTELWPS |  | GLSSPQLCPA |  | TATYYTPLYP |
| QTAPPAAAPG |  | TCLDATPHGP |  | EGQVVRCLPA |  | GRLPAKRKLD |  | LEGIGRPVVP |
| EFPTPKGKCI |  | RVDGLPSPKT |  | PKSPGEKTRY |  | DTSLGLLTKK |  | FIYLLSESED |
| GVLDLNWAAE |  | VLDVQKRRIY |  | DITNVLEGIQ |  | LIRKKAKNNI |  | QWVGRGMFED |
| PTRPGKQQQL |  | GQELKELMNT |  | EQALDQLIQS |  | CSLSFKHLTE |  | DKANKRLAYV |
| TYQDIRAVGN |  | FKEQTVIAVK |  | APPQTRLEVP |  | DRTEDNLQIY |  | LKSTQGPIEV |
| YLCPEEVQEP |  | DSPSEEPLPS |  | TSTLCPSPDS |  | AQPSSSTDPS |  | IMEPTASSVP |
| APAPTPQQAP |  | PPPSLVPLEA |  | TDSLLELPHP |  | LLQQTEDQFL |  | SPTLACSSPL |
| ISFSPSLDQD |  | DYLWGLEAGE |  | GISDLFDSYD |  | LGDLLIN    |  |            |

A: Аланін

C: Цистеїн

D: Аспарагінова кислота

E: Глутамінова кислота

F: Фенілаланін

G: Гліцин

H: Гістидин

I: Ізолейцин

K: Лізин

L: Лейцин

M: Метіонін

N: Аспарагін

P: Пролін

Q: Глутамін

R: Аргінін

S: Серин

T: Треонін

V: Валін

W: Триптофан

Кодований геном білок за функціями належить до активаторів, фосфопротеїнів. 
Задіяний у таких біологічних процесах як транскрипція, регуляція транскрипції, клітинний цикл, поліморфізм. 
Білок має сайт для зв'язування з ДНК. 
Локалізований у ядрі.